# Tlogowaru (Merakurak)
Tlogowaru is een bestuurslaag in het regentschap Tuban van de provincie Oost-Java, Indonesië. Tlogowaru telt 2137 inwoners (volkstelling 2010).